# Église Sainte-Agathe de Rhode-Sainte-Agathe
L'église Sainte-Agathe (Sint-Agathakerk en néerlandais) est une église de style gothique située à Rhode-Sainte-Agathe (Sint-Agatha-Rode), village de la commune belge de Huldenberg, dans la province du Brabant flamand.

## Historique
L'église est classée monument historique depuis le 3 juillet 1979  et figure à l'inventaire du patrimoine immobilier de la Région flamande sous la référence 43320.
Elle fait l'objet d'une rénovation importante de 2016 à 2020.

## Architecture
|  |  |  |